# Lijst van programma's van NPO 1
Dit is een lijst van Nederlandse programma's die werden of worden uitgezonden door de Nederlandse televisiezender NPO 1 (tot 19 augustus 2014 Nederland 1). Aangekochte buitenlandse programma's staan (nog) niet in deze lijst.
De jaartallen geven aan wanneer het programma bij Nederland 1 te zien was/is. Een programma kan daarvoor en/of daarna ook bij een andere zender of omroep te zien zijn geweest.

## 1
| programma                    | omroep     | jaartal(len) | presentatie/ vaste medewerkers/ acteurs |
| ---------------------------- | ---------- | ------------ | --------------------------------------- |
| 100 dingen                   | KRO-NCRV   | 2021         | Anita Witzier                           |
| De 100: wachten op een donor | EO         | 2021         | Bert van Leeuwen                        |
| 125 jaar Carré               | Omroep MAX | 2012         |                                         |

## 5
| programma                       | omroep                          | jaartal(len) | presentatie/ vaste medewerkers/ acteurs |
| ------------------------------- | ------------------------------- | ------------ | --------------------------------------- |
| 5 jaar later                    | NPS (2008-2009) NTR (2011-2016) | 2008-2016    | Jeroen Pauw                             |
| 50 jaar Van Duin - 50 jaar TROS | TROS                            | 2014         | Jan Wijdbeens                           |

## A
| programma                                  | omroep                                 | jaartal(len)    | presentatie/ vaste medewerkers/ acteurs                                           |
| ------------------------------------------ | -------------------------------------- | --------------- | --------------------------------------------------------------------------------- |
| A perfect planet                           | EO                                     | 2021            |                                                                                   |
| Achter het Nieuws                          | VARA                                   | 1960-1992       | W.L. Brugsma / Joop Daalmeijer / Ati Dijckmeester / Paul Witteman / Joop van Zijl |
| Africa                                     | EO                                     | 2013            | n.v.t.                                                                            |
| Ali B op volle toeren                      | AVROTROS                               | 2020            | Ali B                                                                             |
| De allerslechtste chauffeur van Nederland  | BNN                                    | 2011-2013       | Ruben Nicolai                                                                     |
| De allerslechtste echtgenoot van Nederland | BNN                                    | 2013            | Ruben Nicolai                                                                     |
| Alpe d'HuZes (jaarlijks)                   | NCRV NOS                               | 2011-2013       | Jetske van den Elsen (NCRV) en Herman van der Zandt (NOS)                         |
| Als ik je weer zie                         | BNNVARA                                | 2021            | Renze Klamer & Leona Philippo                                                     |
| Andere Tijden Sport                        | VPRO (2008-2016) NOS NTR (2017-heden)  | 2008-heden      | Tom Egbers                                                                        |
| André's nieuwe revue                       | TROS                                   | 2009            | André van Duin, Ron Brandsteder, Ferry de Groot                                   |
| André Rieu, concerten                      | TROS (2005-2014) AVROTROS (2014-heden) | 2005-heden      | André Rieu                                                                        |
| André van Duin's Animal Crackers           | TROS                                   | 1988-?, 2013    | André van Duin (2013, als Jan Wijdbeens)                                          |
| Anita wordt opgenomen                      | KRO (2015), KRO-NCRV (2016-2018, 2020) | 2015-2018, 2020 | Anita Witzier                                                                     |
| Aria                                       | Omroep MAX                             | 2021-heden      | Dionne Stax                                                                       |
| Het A-woord                                | EO                                     | 2020            | o.a. Lies Visschedijk, Guy Clemens, Peter Blok & Aiko Beemsterboer                |

## B
| programma                       | omroep | jaartal(len)          | presentatie/ vaste medewerkers/ acteurs                                                                                   |
| ------------------------------- | --- | --------------------- | --- |
| BAAS Raymann                    | NTR | 2015                  | Jörgen Raymann m.m.v. Soundos El Ahmadi, Pieter Derks, Nabil Aoulad Ayad en Rayen Panday.                                 |
| Babyboom                        | NCRV | 2007, 2011, 2013      | Caroline Tensen |
| Bananasplit                     | TROS (1980-2002, 2009-2014) AVROTROS (2015)                                                                    | 1980-2002, 2009-2015  | Ralph Inbar (1980-2002), Ed van Kan (1980-1982), Patty Brard (1983-1985), Frans Bauer (2009-2015)                         |
| Barend de Beer                  | KRO/NCRV (1964-1965) NTS (1965-1968)                                                                           | 1964-1968             | onbekend |
| De Bauers: 20 Jaar Later        | AVROTROS | 2024                  | Frans Bauer |
| Bauer's Zigeunernacht           | TROS | 2012                  | Frans Bauer |
| Bed & Breakfast                 | Omroep MAX | 2013-heden            | n.v.t. |
| Bereboot                        | NOS (1976-1977) AVRO (1977-1978)                                                                               | 1976-1978             | o.a. Jan Borkus, Trudy Libosan, Bert Dijkstra en Paul van Gorcum                                                          |
| Het beste brein van Nederland   | AVROTROS | 2016-2018             | Art Rooijakkers m.m.v. Victor Mids                                                                                        |
| Het Beste van Heel Holland Bakt | Omroep MAX | 2020                  | André van Duin |
| Beste Zangers                   | TROS (2009-2011, 2013-2014), AVROTROS (2014-heden)                                                             | 2009-2011, 2013-heden | Edsilia Rombley (2009), Victor Reinier (2010-2011), Jan Smit (2013-2019, 2021-heden), Nick Schilder & Simon Keizer (2020) |
| Beter!                          | AVROTROS | 2022                  | Antoinette Hertsenberg |
| Bij ons in de PC                | KRO | 2007-2010             | Jort Kelder |
| Bij Van Duin op de achterbank   | Omroep MAX | 2023-heden            | André van Duin |
| Blik op de weg                  | NCRV (1991-2004) AVRO (2004-2013) AVROTROS (2015)                                                              | 1991-2013             | Leo de Haas (1991-2011), Frits Sissing (2012-2013, 2015)                                                                  |
| Blue Planet II                  | EO | 2018                  | |
| De bluffer                      | PowNed | 2021                  | Rutger Castricum |
| Boeken                          | VPRO | 2005-2019             | Wim Brands (2005-2016), Jeroen van Kan (2016-2019), Carolina Lo Galbo (2017-2019), Tjitske Mussche (2019)                 |
| Boer zoekt Vrouw                | KRO (2004-2015) KRO-NCRV (2015-heden)                                                                          | 2004-heden            | Yvon Jaspers |
| Buitenhof                       | VARA (1997-2017) VPRO (1997-heden) NPS (1997-2010) AVRO (2010-2014) AVROTROS (2014-heden) BNNVARA (2017-heden) | 1997-heden            | Pieter Jan Hagens, Twan Huys, Natalie Righton                                                                             |
| Busje komt zo                   | BNNVARA | 2021-2022             | Paul de Leeuw m.m.v. Hans Kesting                                                                                         |
| BuZa                            | BNNVARA | 2021                  | |

## C
| programma                                  | omroep                                | jaartal(len)                                                    | presentatie/ vaste medewerkers/ acteurs |
| ------------------------------------------ | ------------------------------------- | --------------------------------------------------------------- | --- |
| De centrale huisartsenpost                 | AVRO                                  | 22 februari-7 maart 2013 drie afleveringen zijn er uitgezonden. | n.v.t. |
| Chansons!                                  | BNNVARA                               | 2021-2022                                                       | Matthijs van Nieuwkerk & Rob Kemps |
| Circusfestival van Monte Carlo (jaarlijks) | KRO (1974-2015) KRO-NCRV (2015-heden) | 1974-heden Alleen tijdens kerst en nieuwjaar                    | geen |
| Close Up                                   | AVRO                                  | 1994-heden                                                      | |
| Cojones                                    | VARA                                  | 2014-2016                                                       | Erik van Muiswinkel (2014-2016), Thomas van Luijn (2014-2016), Mike Boddé (2014-2016), Owen Schumacher (2014), Rob Urgert (2014), Martijn Koning (2015-2016), Wim Helsen (2015-2016) |
| College Tour                               | BNNVARA                               | 2019                                                            | Matthijs van Nieuwkerk |
| Concert van hoop                           | EO                                    | 2020-2021                                                       | Bert van Leeuwen |
| The Connection                             | BNNVARA                               | 2022-heden                                                      | Matthijs van Nieuwkerk (2022), Patrick Lodiers (2023-heden) |
| De Curling Quiz                            | AVROTROS                              | 2018                                                            | Frans Bauer, Mark Tuitert, Ellen Hoog, Evert ten Napel |

## D
| programma                        | omroep                                  | jaartal(len)                | presentatie/ vaste medewerkers/ acteurs                                                         |
| -------------------------------- | --------------------------------------- | --------------------------- | ----------------------------------------------------------------------------------------------- |
| Denkend aan Holland              | Omroep MAX                              | 2019-heden                  | André van Duin & Janny van der Heijden                                                          |
| Detectives                       | KRO-NCRV                                | 1990-heden                  | geen                                                                                            |
| Deze week in de reclame          | PowNed                                  | 2024-heden                  | Dolf Jansen                                                                                     |
| Dino’s bezorgservice             | NTR                                     | 2021                        | Jandino Asporaat                                                                                |
| Dionne dichtbij: de first ladies | AVROTROS                                | 2022                        | Dionne Stax                                                                                     |
| Dionne dichtbij: Máxima          | AVROTROS                                | 2021                        | Dionne Stax                                                                                     |
| Dit Was Het Nieuws               | TROS (2006-2009), AVROTROS (2017-heden) | 2006-2009, 2017-heden       | Harm Edens m.m.v. Jan Jaap van der Wal & Raoul Heertje (2006-2009)/Peter Pannekoek (2017-heden) |
| DNA Onbekend                     | NCRV (2009-2014), AVROTROS (2017-heden) | 2009-2014, 2017-heden       | Caroline Tensen (2009-2019), Dionne Stax (2020-2022), Marlijn Weerdenburg (2023-heden)          |
| Doe alsof je thuis bent          | KRO-NCRV                                | 2021                        |                                                                                                 |
| Dokter Deen                      | Omroep MAX                              | 2012, 2013-2014, 2016, 2018 | met o.a. Monique van de Ven, Pleuni Touw en Markoesa Hamer                                      |
| Dokters aan de costa             | Omroep MAX                              | 2011                        | geen                                                                                            |
| Dokters van morgen               | AVROTROS                                | 2017-2020                   | Antoinette Hertsenberg                                                                          |
| Dokters vs Internet              | KRO-NCRV                                | 2016-2018                   | Anita Witzier                                                                                   |
| Doorbakken                       | Omroep MAX                              | 2019-2022                   | Irene Moors (2019-2020), André van Duin (2021-2022)                                             |
| Het Dorp                         | Omroep MAX                              | 2021-2022                   | Huub Stapel, Wim Daniëls                                                                        |
| Down voor dummies                | BNN                                     | 2014, 2015                  | Barry Atsma (2014), Chris Zegers (2015)                                                         |
| Dragons' Den                     | WNL                                     | 2020-2021, 2023             | Sander Schimmelpenninck (2020), Jort Kelder (2021)                                              |
| Droomhuis Gezocht                | Omroep MAX                              | 2010-heden                  | Sybrand Niessen (2010-2021), Carrie ten Napel (2018-heden) & Dionne Stax (2021-heden)           |
| Droom in uitvoering              | Omroep MAX                              | 2013                        |                                                                                                 |
| Dwars Door De Week               | BNNVARA                                 | 2017                        | Sophie Hilbrand                                                                                 |

## E
| programma                         | omroep                                                                 | jaartal(len)          | presentatie/ vaste medewerkers/ acteurs |
| --------------------------------- | ---------------------------------------------------------------------- | --------------------- | --- |
| Earthflight                       | EO                                                                     | 2012                  | |
| Het echte leven in de dierentuin  | NTR                                                                    | 2019-heden            | Voice-over: Jacob Derwig |
| Een betere buurt                  | EO                                                                     | 2006                  | Arie Boomsma |
| Een huis vol                      | NCRV (2011-2014) KRO-NCRV (2015-heden)                                 | 2011-heden            | Onder andere Familie Baumgard, Familie Adema |
| Een jaar op Overkempe             | AVROTROS                                                               | 2020                  | Ivo Niehe |
| Eén tegen 100                     | TROS (2000-2005) NCRV (2009-2015) KRO-NCRV (2015) AVROTROS (2016-2018) | 2000-2005, 2009-2018  | Caroline Tensen |
| EenVandaag                        | TROS (2006-2014) AVRO (2006-2014) AVROTROS (2014-heden)                | 2006-heden            | Pia Dijkstra (2006-2007), Ferdinand Fransen (2006-2007), Karel van de Graaf (2006-2007), Pieter Jan Hagens (2007-heden), Antoinette Hertsenberg (2006-2007), Wouter Kurpershoek (2007-2010), Liesbeth Staats (2007-2011), Jaap Jongbloed (1994-heden), Marijn Duintjer Tebbens (2011-2014), Margriet Vroomans (2006-2010), Bas van Werven (2010-2016), Suzanne Bosman (2014-heden), Jojanneke van den Berge (2016-2019), Rik van de Westelaken (2018-heden), Roos Moggré (2018-heden) |
| Eilanders                         | KRO                                                                    | 2013                  | Sofie van den Enk |
| Eindelijk thuis                   | KRO-NCRV                                                               | 2019                  | Daan Nieber |
| Ellie op Patrouille               | AVROTROS                                                               | 2018-2020             | Ellie Lust |
| Emmen op 1                        | PowNed                                                                 | 2018                  | Rutger Castricum |
| En toen was er beeld              | NCRV                                                                   | 2011                  | Lex Bohlmeijer |
| Erica op Reis                     | Omroep MAX                                                             | 2011-2020             | Erica Terpstra |
| Eurovisiesongfestival (jaarlijks) | NOS (1956-2010) TROS (2011-2014) AVROTROS (2015-heden)                 | 1956-heden            | commentaar: Jan Smit en Cornald Maas |
| Evenblij met...                   | VARA                                                                   | 2012-2014             | Frank Evenblij |
| Evenblij maakt vrienden           | BNNVARA                                                                | 2017-2018, 2020, 2022 | Frank Evenblij |
| Even tot hier                     | BNNVARA                                                                | 2019-heden            | Niels van der Laan en Jeroen Woe |

## F
| programma                             | omroep                                                           | jaartal(len)           | presentatie/ vaste medewerkers/ acteurs |
| ------------------------------------- | ---------------------------------------------------------------- | ---------------------- | --- |
| Fabeltjeskrant                        | NOS                                                              | 1968-1974, 1985-1989   | o.a. Frans van Dusschoten, Ger Smit en Elsje Scherjon |
| Factcheckers                          | KRO-NCRV                                                         | 2024                   | Marijn Frank, Tim Senders & Joep van Deudekom |
| Familieberichten                      | NCRV                                                             | 2009-2013              | Caroline Tensen |
| Het Familiediner                      | EO                                                               | 2000-heden             | Bert van Leeuwen |
| FC De Helden                          | KRO-NCRV                                                         | 2019-2020              | Klaas van Kruistum |
| Festival van de liefde                | KRO-NCRV                                                         | 2022                   | Anita Witzier & Edson da Graça |
| Het Filosofisch Kwintet               | HUMAN                                                            | 2013-heden             | Clairy Polak en Ad Verbrugge |
| Flikken Maastricht                    | TROS (2007-2014) AVROTROS (2014-heden)                           | 2007-heden             | met o.a. Victor Reinier als Floris Wolfs, Angela Schijf als Eva van Dongen, Oda Spelbos als Marion Dreessen, Sergio Romero IJssel als Romeo Sanders en Irma Hartog als Thea Zitman. voorheen:Antoinette Jelgersma als Marlies Kamphuis. Ria Eimers als Frida Mechels, Helmert Woudenberg als Eugène Hoeben en Will van Kralingen † als Ellis Flamand |
| Flikken Rotterdam                     | AVROTROS                                                         | 2016-heden             | o.a. Cees Geel, Mark van Eeuwen en Huub Stapel |
| Floortje Blijft Hier                  | BNNVARA                                                          | 2020                   | Floortje Dessing |
| Floortje naar het einde van de wereld | BNN (2014-2015) VARA (2015-2017) BNNVARA (2017-2019, 2022-heden) | 2014-2019, 2022-heden  | Floortje Dessing |
| Floris                                | NTS                                                              | 1969                   | o.a. Rutger Hauer, Jos Bergman en Ton Vos |
| Foodtruck gezocht                     | AVROTROS                                                         | 2020                   | |
| Frans Bauer in Amerika                | AVROTROS                                                         | 2018                   | Frans Bauer en Mariska Bauer |
| Frans Bauer in China                  | AVROTROS                                                         | 2019                   | Frans Bauer en Mariska Bauer |
| Freek naar de haaien                  | BNNVARA                                                          | 2017                   | Freek Vonk |
| Frontberichten                        | BNNVARA                                                          | 2020, eenmalig in 2021 | |
| Frozen Planet                         | EO                                                               | 2011-2012              | Commentaar: Loretta Schrijver |

## G
| programma                                                       | omroep                              | jaartal(len)          | presentatie/ vaste medewerkers/ acteurs |
| --------------------------------------------------------------- | ----------------------------------- | --------------------- | --- |
| Geef om je hersenen                                             | Omroep MAX                          | 201?-heden            | Martine van Os & Sybrand Niessen |
| Het geheime dagboek van Hendrik Groen                           | Omroep MAX                          | 2017-2018             | o.a. André van Duin, Kees Hulst en Olga Zuiderhoek |
| MAX Geheugentrainer                                             | Omroep MAX                          | 2007-heden            | Jan Slagter (2007-2016), Pauline Spiering (2015-heden), Mascha de Rooij (2017-heden) / Henk Mouwe (2017) |
| Get the Picture                                                 | KRO (1996-2003) AVRO (1996-2004)    | 1996-2004             | Judith de Bruijn (1996-1999) / Paula Udondek (1999-2002) / Lucille Werner (2002-2004) |
| De Gert & Hermien story                                         | NTR                                 | 2021                  | |
| Het gevoel van... (quiz)                                        | KRO                                 | 1997-2005             | Marjolein Keuning (1997-2001), Antje Monteiro (2001-2005) |
| Het gevoel van... (speciale afleveringen: de Vierdaagse, Kerst) | KRO (?-2015) KRO-NCRV (2015-heden)  | ?-heden               | Fons de Poel, Hella van der Wijst (Vierdaagse) |
| Gevonden                                                        | KRO-NCRV                            | 2015                  | Joris Linssen |
| Goedemorgen Nederland (KRO)                                     | KRO (2002-2010)                     | 2002-2010,            | Daphne Bunskoek (2002-2005), Brecht van Hulten (2005-2006), Mirella van Markus (2006-2009), Sven Kockelmann (2006-2010), Leo de Later (2009), Arie Boomsma (2010)                                                                                 |
| Goedemorgen Nederland (WNL)                                     | WNL (2015-heden)                    | 2015-heden            | Leonie ter Braak (2015-2017), Rozemarijn Moggré (2015-2018), Vivienne van den Assem (2016-2018), Maaike Timmerman (2018-heden), Nikki Herr (2018-heden), Welmoed Sijtsma (2018-heden), Lisette Wellens (2018-heden), Raquel Schilder (2021-heden) |
| Golden Oldies                                                   | BNN                                 | 2013                  | Ruben Nicolai |
| Gouden Loeki (jaarlijks)                                        | STER i.s.m. Omroep MAX (2021-heden) | 1995-2015, 2021-heden | wisselend |
| The Great British Bake Off                                      | Omroep MAX                          | 2018-heden            | |
| The Great British Sewing Bee                                    | Omroep MAX                          | 2020                  | |
| Groeten van MAX                                                 | Omroep MAX                          | 2008-2018             | Sybrand Niessen |
| Groot Dictee der Nederlandse Taal (jaarlijks)                   | NPS (1990-2010) NTR (2010-2014)     | 1990-2014             | Philip Freriks & Martine Tanghe |
| De grote generatieshow                                          | BNNVARA                             | 2020                  | Sophie Hilbrand, m.m.v. Richard Groenendijk, Gerard Cox en Sahil Amar Aïssa |
| De grote kleine treinencompetitie                               | Omroep MAX                          | 2021-heden            | André van Duin |
| De Grote Klimaatkwis                                            | HUMAN                               | 2020-heden            | Harm Edens (2020-heden), Anna Gimbrère (2021-heden) |

## H
| programma                                   | omroep                                            | jaartal(len)                                 | presentatie/ vaste medewerkers/ acteurs                                                               |
| ------------------------------------------- | ------------------------------------------------- | -------------------------------------------- | --- |
| Hallo Nederland                             | Omroep MAX                                        | 2015-2018 (herhaling) 2016 (live-uitzending) | Jeroen Latijnhouwers & Carrie ten Napel / Mascha de Rooij / Renate Schutte                            |
| Hard Spel                                   | BNNVARA                                           | 2020                                         | Richard Groenendijk                                                                                   |
| Hart nodig                                  | BNN                                               | 2013                                         | Patrick Lodiers                                                                                       |
| Heb je dat gezien?                          | Omroep MAX                                        | 2011-2012                                    | geen                                                                                                  |
| Heel Holland Bakt                           | Omroep MAX                                        | 2013-heden                                   | Martine Bijl (2013-2016), André van Duin (2016-heden)                                                 |
| Heerlijk avondje voor Sinterklaas           | BNNVARA                                           | 2019-2020                                    | Dieuwertje Blok                                                                                       |
| Hello Goodbye                               | NCRV (2005-2014) KRO-NCRV (2015-2021)             | 2005-2021                                    | Joris Linssen (2005-2013, 2015-2021), Klaas Drupsteen (2013-2014) & Yvon Jaspers (2015-2018)          |
| Herberg Europa                              | EO                                                | 2015                                         | |
| Herinneringen voor het leven: stop dementie | AVROTROS                                          | 2019, 2021-heden                             | Roos Moggré (2019), Toine van Peperstraten (2019), Dionne Stax (2021), Anniko van Santen (2022-heden) |
| Het Coronavirus: Feiten en fabels           | NOS                                               | 2020-2021                                    | Rob Trip, Winfried Baijens & Saïda Maggé                                                              |
| Het Instituut                               | NTR (2016-2018), BNN (2016) / BNNVARA (2017-2018) | 2016-2018                                    | Joep van Deudekom, Rob Urgert & Sophie Hilbrand                                                       |
| De Hit Kwis                                 | AVROTROS                                          | 2020                                         | Kees Tol & Romy Monteiro                                                                              |
| Hoe heurt het eigenlijk?                    | AVRO (2011-2015) AVROTROS (2015-2016)             | 2011-2016                                    | Jort Kelder                                                                                           |
| Hollands welvaren                           | VPRO                                              | 2013                                         | n.n.b.                                                                                                |
| Hoogvliegers                                | EO                                                | 2020                                         | o.a. Sinem Kavus, Soy Kroon en Josha Stradowski                                                       |
| Hotel Romantiek                             | KRO-NCRV                                          | 2017                                         | Marlijn Weerdenburg                                                                                   |
| Hotel Sophie                                | BNNVARA                                           | 2017                                         | Sophie Hilbrand                                                                                       |
| The Hunt                                    | EO                                                | 2015                                         | |
| Hunted                                      | AVROTROS                                          | 2024-heden                                   | |

## I
| programma               | omroep                                 | jaartal(len)                          | presentatie/ vaste medewerkers/ acteurs                                                    |
| ----------------------- | -------------------------------------- | ------------------------------------- | ------------------------------------------------------------------------------------------ |
| De IJzersterkste        | AVROTROS                               | 2019-2020                             | Toine van Peperstraten, Rintje Ritsma, Marianne Timmer, Evert ten Napel, Jochem Uytdehaage |
| Ik vertrek              | TROS (2005-2014) AVROTROS (2015-heden) | 2005-heden                            | Voice-over: Daniel Dekker/Edwin Diergaarde                                                 |
| Ilse's veranda          | AVROTROS                               | 2017                                  | Ilse DeLange                                                                               |
| In de ban van de condor | EO                                     | 2015                                  | Tooske Ragas                                                                               |
| In de hoofdrol          | AVRO                                   | 1960-1961, 1985-1987, 1992-1994, 2008 | Mies Bouwman (1960-1994) Frits Sissing (2008)                                              |
| Ingang Oost             | EO                                     | 2003-2012                             | geen                                                                                       |
| Ingelijst               | KRO-NCRV                               | 2021                                  | Ruud de Wild                                                                               |
| It gets better          | BNN                                    | 2012                                  | Patrick Lodiers                                                                            |
| Ivo Op Zondag           | AVROTROS                               | 2022-heden                            | Ivo Niehe                                                                                  |

## J
| programma                     | omroep   | jaartal(len)    | presentatie/ vaste medewerkers/ acteurs |
| ----------------------------- | -------- | --------------- | --- |
| Het jaar van Fortuyn          | AVROTROS | 2022            | o.a. Jeroen Spitzenberger, Ramsey Nasr, Fedja van Huêt |
| Je zou het moeten weten       | AVROTROS | 2021            | Harm Edens |
| Jinek                         | KRO-NCRV | 2014-2019       | Eva Jinek |
| Jochem in de Wolken           | EO       | 2021            | Jochem Myjer |
| De Joodse Raad                | EO       | 2024            | o.a. Pierre Bokma, Claire Bender, Jack Wouterse, Malou Gorter |
| Joris' Showroom               | NCRV     | 2010-2014       | Joris Linssen |
| NOS Journaal                  | NOS      | 1956-heden      | Nu: Winfried Baijens (2016-heden), Amber Brantsen (2017-heden), Astrid Kersseboom (2004-heden), Saïda Maggé (2019-heden), Jeroen Overbeek (1999-heden), Annechien Steenhuizen (2009-heden), Jeroen Tjepkema (2006-heden), Rob Trip (2010-heden), Mark Visser (2016-heden), Simone Weimans (2011-heden) Vroeger, zie: Compleet |
| Junior Eurovisie Songfestival | AVRO     | 2012 (eenmalig) | Ewout Genemans en Kim-Lian van der Meij (2012) |

## K
| programma                                         | omroep                                | jaartal(len)              | presentatie/ vaste medewerkers/ acteurs |
| ------------------------------------------------- | ------------------------------------- | ------------------------- | --- |
| Kamer 202                                         | NTR                                   | november 2012- maart 2013 | ? |
| Kamp van Koningsbrugge                            | AVROTROS                              | 2020-heden                | Jeroen van Koningsbrugge |
| Kanjers                                           | EO                                    | 2006                      | Marloes Ambagtsheer |
| Kanniewaarzijn                                    | VARA (2011-2017), BNNVARA (2017-2019) | 2011-2019                 | Presentatie: Astrid Joosten. Acteurs: Plien van Bennekom, Annick Boer, Patrick Stoof, Martin van Waardenberg                                                                                    |
| Kassa                                             | VARA (1989-2017), BNNVARA (2017-2022) | 1989-2022                 | Felix Meurders (1989-2011), Brecht van Hulten (2011-2019), Amber Kortzorg (2020-2022) |
| Katja's Bodyscan                                  | KRO-NCRV                              | 2015-2016                 | Katja Schuurman |
| Kelder & Klöpping                                 | AVROTROS                              | 2019                      | Jort Kelder en Alexander Klöpping |
| Kerstfeest op de Dam (jaarlijks)                  | EO                                    | 2011-2019                 | Wisselend |
| Kerstgezel.nl                                     | Omroep MAX                            | 2020                      | o.a. Juliette van Ardenne, Nora El Koussour en Nick Golterman |
| Het kerst muziekgala                              | AVROTROS                              | 2017-heden                | Buddy Vedder & Romy Monteiro |
| Keuringsdienst van Waarde                         | KRO-NCRV                              | 2023-heden                | Teun van de Keuken (2023), Maarten Remmers (2023-heden), Marijn Frank (2023-heden), Ersin Kiris (2023-heden), Sosha Duysker (2023-heden), Pieter Hulst (2023-heden), Stefan Stasse (2024-heden) |
| Keyzer & De Boer Advocaten                        | NCRV KRO                              | 2005-2007                 | o.a. Bram van der Vlugt, Henriëtte Tol en Daan Schuurmans |
| Khalid & Sophie                                   | BNNVARA                               | 2021-2024                 | Khalid Kasem en Sophie Hilbrand |
| Kids met camera's, het ziekenhuis door kinderogen | EO                                    | 2015                      | |
| Kinderen geen bezwaar                             | VARA                                  | 2004-2013                 | o.a. Alfred van den Heuvel, Anne-Mieke Ruyten en Joey van der Velden |
| De kinderen van Ruinerwold                        | BNNVARA                               | 2021                      | |
| Klassiekers met Kleinsma                          | Omroep MAX                            | 2021-heden                | Simone Kleinsma |
| De kleine boerderij                               | KRO-NCRV                              | 2021                      | |
| Klem                                              | BNNVARA                               | 2017-2020                 | serie met o.a. Barry Atsma, Jacob Derwig en Georgina Verbaan |
| Knevel & Van den Brink                            | EO                                    | 2007-2014                 | Andries Knevel en Tijs van den Brink |
| Knoop Gala (jaarlijks)                            | Teleac, later NTR                     | ?-heden                   | Paul de Leeuw |
| Koefnoen                                          | AVRO (2004-2014) AVROTROS (2014-2017) | 2004-2017                 | Owen Schumacher, Paul Groot e.a. |
| KoffieMAX                                         | Omroep MAX                            | 2010-2012                 | Myrna Goossen |
| Koningin Máxima: een leven vol muziek             | AVROTROS                              | 2021                      | Buddy Vedder |
| Korenslag                                         | EO                                    | 2007                      | Henny Huisman |
| KRO Kerststerren                                  | KRO                                   | 2010-2011                 | Arie Boomsma |
| Kijk ons nou                                      | NCRV                                  | 2012                      | |
| KRO Kindertijd                                    | KRO (1999-2015) KRO-NCRV (2015)       | 1999-2015                 | geen |
| Krasse Knarren                                    | Omroep MAX                            | 2012-2014                 | Voice-over: Martine Bijl |
| Kun je het al zien?                               | VARA                                  | 2015                      | Paul de Leeuw met medewerking van Tim den Besten, Nynke de Jong en Ajouad el Miloudi |
| Kunstuur                                          | AVRO (?-2014) AVROTROS (2014-heden)   | ?-heden                   | niet bekend |
| De Kwis                                           | VARA (2013-2017), BNNVARA (2017-2018) | 2013-2018                 | Paul de Leeuw i.s.m. Rob Urgert, Niels van der Laan, Jeroen Woe en Joep van Deudekom |

## L
| programma                | omroep                                | jaartal(len) | presentatie/ vaste medewerkers/ acteurs                                                                           |
| ------------------------ | ------------------------------------- | ------------ | --- |
| Laat op vrijdag          | BNNVARA                               | 2020         | Renze Klamer |
| Lang leve de tv!         | TROS                                  | 2011         | Jan Smit |
| Langs de Leeuw           | VARA                                  | 2012-2013    | Paul de Leeuw |
| De Leukste Jaren         | KRO                                   | 2010         | Anita Witzier |
| Leven voor de dood       | BNNVARA                               | 2021         | Patrick Lodiers                                                                                                   |
| Levenslied               | NCRV                                  | 2011, 2013   | met o.a. Anna Drijver, Tijn Doctor, Cees Geel en Caro Lenssen                                                     |
| Life story               | EO                                    | 2015         | |
| Liefde voor het landgoed | Omroep MAX                            | 2024-heden   | Voice-over: André van Duin                                                                                        |
| Liefde voor later        | KRO                                   | 2013, 2015   | Anita Witzier |
| Liefs Uit...             | KRO (2011-2016), KRO-NCRV (2016-2017) | 2011-2017    | Yvon Jaspers (2011-2016), Joris Linssen (2017)                                                                    |
| Lingo                    | VARA (1989-2000), TROS (2000-2013)    | 1989-2013    | Robert ten Brink (1989-1992), François Boulangé (1992-2000), Nance Coolen (2000-2005), Lucille Werner (2005-2013) |
| De Luchthaven            | Omroep MAX                            | 2012         | |

## M
| programma                                 | omroep                                  | jaartal(len)          | presentatie/ vaste medewerkers/ acteurs |
| ----------------------------------------- | --------------------------------------- | --------------------- | --- |
| M                                         | KRO-NCRV                                | 2018-2022             | Margriet van der Linden |
| De maanlanding: 50 jaar na de eerste stap | KRO-NCRV                                | 2019                  | Claudia de Breij en André Kuipers |
| Mag dat?                                  | KRO-NCRV                                | 2019                  | Anita Witzier, m.m.v. Jörgen Raymann en Pieter Derks                                                                                              |
| Maestro                                   | AVRO (2012, 2014) AVROTROS (2016-heden) | 2012-2017, 2019-heden | Frits Sissing |
| Man bijt hond                             | NCRV                                    | 1999-2006             | n.v.t. |
| Maja de Bij                               | TROS                                    | 2012                  | Vajèn van den Bosch, Huub Dikstaal e.a. |
| Marokko op 1                              | PowNed                                  | 2018                  | Rutger Castricum |
| Matthijs gaat door                        | BNNVARA                                 | 2020-2022             | Matthijs van Nieuwkerk |
| Maud & Babs                               | Omroep MAX                              | 2021-2023             | o.a. Loes Luca, Kim van Kooten, Peter Paul Muller                                                                                                 |
| MAX Pubquiz                               | Omroep MAX                              | 2019-heden            | Sybrand Niessen |
| Meer dan goud                             | EO                                      | 2020, 2021            | |
| Memories                                  | KRO (1997-2015) KRO-NCRV (2015-2018)    | 1997-2018             | Anita Witzier (1997-2017), Katja Schuurman (2017-2018)                                                                                            |
| Mies en scène                             | KRO                                     | 1965-1969             | Mies Bouwman |
| Mijn 9/11                                 | BNNVARA                                 | 2021                  | Sinan Can & Floortje Dessing |
| Mijn Sportzomer                           | NOS                                     | 2020                  | Tom Egbers of Dione de Graaff |
| Mindf*ck                                  | AVROTROS                                | 2017-2019, 2021-heden | Victor Mids |
| Minister van Gehandicaptenzaken           | KRO-NCRV                                | 2019                  | Anita Witzier en Lucille Werner |
| Missers!                                  | AVRO                                    | 2007-2010             | Pieter Jan Hagens |
| Missie MAX                                | Omroep MAX                              | 2008-heden            | Jan Slagter |
| Moeder, ik wil bij de Revue               | Omroep MAX                              | 2012                  | Egbert-Jan Weeber, Noortje Herlaar, Huub Stapel, Jon van Eerd, Annet Malherbe e.a.                                                                |
| Moltalk                                   | AVROTROS                                | 2016                  | Vivienne van den Assem en Rik van de Westelaken                                                                                                   |
| Het mooiste meisje van de klas            | TROS (2008-2014) AVROTROS (2014-heden)  | 2008-heden            | Jaap Jongbloed |
| MAX Mooiste Treinreizen                   | Omroep MAX                              | 2020-heden            | |
| Mooi! Weer De Leeuw                       | VARA                                    | 2005-2009             | Paul de Leeuw |
| Het museum van Nederland                  | Omroep MAX                              | 2021                  | Dione de Graaff en Diederik Ebbinge |
| Musical Awards Gala (jaarlijks)           | AVRO (2007-2010) AVROTROS (2015-heden)  | 2007-2010, 2015-heden | Frits Sissing (2007-2010, 2015-heden), Chantal Janzen (2007-2010), Anouk Maas (2015), Romy Monteiro (2016-2021), Marlijn Weerdenburg (2022-heden) |
| Sterren Muziekfeest                       | TROS (?-2014) AVROTROS (2015-heden)     | ?-heden               | Jan Smit (?-heden)/Willie Oosterhuis (?-heden) |

## N
| programma                               | omroep                                                           | jaartal(len)    | presentatie/ vaste medewerkers/ acteurs |
| --------------------------------------- | ---------------------------------------------------------------- | --------------- | --- |
| Na de diagnose                          | EO                                                               | 2002-2005       | Carla van Weelie |
| De Nationale Eettest (jaarlijks)        | BNN                                                              | 2014-2015       | Paul de Leeuw |
| De Nationale IQ Test (jaarlijks)        | BNN                                                              | 2001-2015       | Jeroen Pauw (2001-2006), Patrick Lodiers (2007-2014), Ruben Nicolai (2015) & Bridget Maasland (2001-2005), Patrick Lodiers (2006), Ruben Nicolai (2007-2008), Valerio Zeno (2009-2011, 2013-2014), Sophie Hilbrand (2012, 2015) |
| De nationale kerstavond                 | KRO-NCRV                                                         | 2020            | Joris Linssen |
| De nationale voorleeslunch (jaarlijks)  | Omroep MAX                                                       | 2020-heden      | wisselend |
| Nederland in Beweging!                  | AVRO (2000-2007) Omroep MAX (2008-heden)                         | 2000-heden      | Olga Commandeur (2000-2023)/Barbara de Loor (2023-heden) en Karl Noten (2000-2007)/Duco Bauwens (2007-heden) |
| Nederland is vol                        | BNNVARA                                                          | 2022            | Jeroen Pauw |
| Nederland plant bomen                   | EO                                                               | 2020            | Bert van Leeuwen |
| Nederland maakt het goed                | EO                                                               | 2013            | Bert van Leeuwen |
| Nederland van boven                     | VPRO                                                             | 2011-2012, 2013 | Roel Bentz van den Berg |
| Nederland Waterland                     | EO                                                               | 2014-2015       | |
| Netwerk                                 | AVRO (1996-2004) KRO (1996-2006) NCRV (1996-2006) EO (2004-2006) | 1996-2004       | Ria Bremer, Tijs van den Brink, Karel van de Graaf, Pieter Jan Hagens, Sven Kockelmann, Frank du Mosch, Fons de Poel, Amanda Spoel, Aart Zeeman, André Zwartbol                                                                 |
| Nick & Simon: The Dream                 | AVROTROS                                                         | 2019            | Nick Schilder en Simon Keizer, m.m.v. Kees Tol |
| Nick, Simon & Garfunkel                 | AVROTROS                                                         | 2022            | Nick Schilder en Simon Keizer |
| Nick, Simon & Kees: Homeward Bound      | AVROTROS                                                         | 2020            | Nick Schilder, Simon Keizer en Kees Tol |
| Nick, Simon & Kees: Take a chance on me | AVROTROS                                                         | 2021            | Nick Schilder, Simon Keizer en Kees Tol |
| Nieuwe Boeren                           | KRO-NCRV                                                         | 2021            | Anita Witzier |
| Nieuwe gezichten                        | Omroep MAX                                                       | 2021            | Carrie ten Napel |
| De Nieuws BV                            | BNNVARA                                                          | 2020-2021       | Natasja Gibbs of Patrick Lodiers |
| NOOD                                    | BNNVARA                                                          | 2021-2022       | |
| Nooit meer alleen                       | Omroep MAX                                                       | 2015            | Martine van Os |
| NoordZuid                               | KRO-NCRV                                                         | 2015            | Met o.a. Ariane Schluter, Lobke de Boer en Gijs Scholten van Aschat |

## O
| programma                  | omroep                                                | jaartal(len)          | presentatie/ vaste medewerkers/ acteurs |
| -------------------------- | ----------------------------------------------------- | --------------------- | --- |
| Ochtendspits               | WNL                                                   | 2010-2011             | Petra Grijzen / Alex de Vries |
| Ontbijt TV                 | KRO NCRV (1994-?) IKON (1994-?)                       | 1994-2002             | Dieuwertje Blok (KRO) / Karin de Groot (NCRV/KRO) / Jeanne Kooijmans (KRO) / Wim Neijman (IKON) / Frits Spits (KRO) / Rocky Tuhuteru (KRO) |
| Onverwacht Bezoek          | EO                                                    | 2008-2012             | Marion Lutke en Carla van Weelie |
| Onze boerderij             | KRO-NCRV                                              | 2018-2021             | Yvon Jaspers |
| Onze boerderij: en nu zelf | KRO-NCRV                                              | 2022                  | Yvon Jaspers |
| Onze boerderij in Europa   | KRO-NCRV                                              | 2021                  | Yvon Jaspers |
| Oogappels                  | BNNVARA                                               | 2019-heden            | o.a. met Bracha van Doesburg, Ramsey Nasr, Malou Gorter, Jeroen Spitzenberger, Mike Libanon, Eva Van der Gucht |
| Ook dat nog!               | KRO                                                   | 1989-2005             | Aad van den Heuvel (1989-1999) / Frits Spits / Jeanne Kooijmans |
| Oorlogsgeheimen            | Omroep MAX                                            | 2013                  | |
| Op1                        | BNNVARA EO Omroep MAX WNL VPRO (2020) KRO-NCRV (2021) | 2020-heden            | Erik Dijkstra (2020, 2021) en Willemijn Veenhoven (2020)/Natasja Gibbs (2021) (BNNVARA), Giovanca Ostiana en Tijs van den Brink (EO), Charles Groenhuijsen en Carrie ten Napel (Omroep MAX), Sander Schimmelpenninck (2020)/Jort Kelder en Welmoed Sijtsma (WNL), Sophie Hilbrand en Hugo Logtenberg (BNNVARA), Jeroen Pauw en Fidan Ekiz (BNNVARA) (2020), Margje Fikse en Kefah Allush (EO) (zomer, 2020-heden), Nadia Moussaid en Pieter van der Wielen (VPRO) (2020), Paul de Leeuw en Astrid Joosten (BNNVARA) (2020-2021), Sven Kockelmann en Talitha Muusse (KRO-NCRV) (2021) |
| Op Vrijdag                 | BNNVARA                                               | 2020                  | Renze Klamer |
| Open het Dorp (eenmalig)   | AVRO                                                  | 1962                  | Mies Bouwman |
| Operatie Live              | Omroep MAX                                            | 2010-2014 (jaarlijks) | Charles Groenhuijsen |
| Opgelicht?!                | TROS (2000-2014) AVROTROS (2015-2021)                 | 2000-2021             | Antoinette Hertsenberg (2000-2016), Jaap Jongbloed (2016-2021) |
| Opsporing Verzocht         | AVRO (1975, 1976, 1982-2014) AVROTROS (2015-2022)     | 1975, 1976, 1982-2022 | Frits Sissing (1999-2007, 2011-2014), Anniko van Santen (2005-2022) |
| Op zoek naar ...           | AVRO (2007-2010) AVROTROS (2021-2022)                 | 2007-2010, 2021-2022  | Frits Sissing |
| MAX Ouderenjournaal        | Omroep MAX                                            | 2020-2021             | Jan Slagter |
| Out of Office              | KRO-NCRV                                              | 2024                  | Joris Linssen |
| Over leven met...          | NTR                                                   | 2013                  | Mirella van Markus |
| Over Mijn Lijk             | BNN (?-2017), BNNVARA (2017-heden)                    | ?-heden               | Patrick Lodiers / Valerio Zeno (2015-2018) / Tim Hofman (2020-heden) |
| Overspel                   | VARA                                                  | 2011, 2013, 2015      | met o.a. Sylvia Hoeks, Fedja van Huêt en Kees Prins |

## P
| programma                         | omroep                                                           | jaartal(len)         | presentatie/ vaste medewerkers/ acteurs                                             |
| --------------------------------- | ---------------------------------------------------------------- | -------------------- | ----------------------------------------------------------------------------------- |
| Paulus de boskabouter             | NOS                                                              | 1967, 1974-1975      | Elsje Scherjon, Frans van Dusschoten en Ger Smit                                    |
| PAU!L                             | VARA                                                             | 2011-2012            | Paul de Leeuw                                                                       |
| The Passion (jaarlijks)           | EO (2012-heden) RKK (2012-2014) KRO (2015) KRO-NCRV (2016-heden) | 2012-heden           |                                                                                     |
| Pauw                              | VARA (2014-2017), BNNVARA (2017-2019)                            | 2014-2019            | Jeroen Pauw                                                                         |
| Pauw & Witteman                   | VARA (2006-2014) NPS (2006-2010)                                 | 2006-2014            | Jeroen Pauw en Paul Witteman                                                        |
| Pauw - De macht en het vertrouwen | BNNVARA                                                          | 2022                 | Jeroen Pauw                                                                         |
| Pauw komt Binnen                  | BNNVARA                                                          | 2020                 | Jeroen Pauw                                                                         |
| Pauws verkiezingsdebatten         | BNNVARA                                                          | 2021                 | Jeroen Pauw                                                                         |
| De Pelgrimscode                   | EO                                                               | 2010-2011, 2013      | Manuel Venderbos/Marion Lutke en Kefah Allush (2010), Bert van Leeuwen (2011, 2013) |
| Piets weerbericht                 | Omroep MAX                                                       | 2020-2022            | Piet Paulusma                                                                       |
| Pinguïns Undercover               | EO                                                               | 2015                 |                                                                                     |
| Pipo de Clown                     | NTS                                                              | 1958-1968, 1974-1980 | o.a. Cor Witschge, Marijke Bakker, Willy Ruys, Rudi Falkenhagen en Will Spoor       |
| Playbackshow                      | KRO                                                              | 1983-?               | Henny Huisman                                                                       |
| Pointless                         | AVROTROS                                                         | 2015                 | Lucille Werner & Owen Schumacher                                                    |
| Het Politiebureau                 | EO                                                               | 2012                 |                                                                                     |
| Pop22                             | BNNVARA                                                          | 2022                 | Matthijs van Nieuwkerk & Ilse de Lange                                              |
| Popquiz Oranje                    | NTR                                                              | 2024                 | Thomas van Luyn & Leo Blokhuis                                                      |
| Praatjesmakers                    | NCRV                                                             | 2000-2010            | Jochem van Gelder                                                                   |
| Praat Nederlands met me           | VARA                                                             | 2015                 |                                                                                     |
| Project Rembrandt                 | NTR                                                              | 2019-heden           | Annechien Steenhuizen                                                               |

## Q
| programma               | omroep  | jaartal(len) | presentatie/ vaste medewerkers/ acteurs                              |
| ----------------------- | ------- | ------------ | -------------------------------------------------------------------- |
| Quiz met Ballen         | BNNVARA | 2020         | Frank Evenblij, m.m.v. Rob Urgert, Joep van Deudekom en Kees Jansma  |
| Quiz met (sneeuw)Ballen | BNNVARA | 2021-2022    | Frank Evenblij, m.m.v. Rob Urgert, Joep van Deudekom en Frank Snoeks |

## R
| programma                | omroep                                                        | jaartal(len) | presentatie/ vaste medewerkers/ acteurs |
| ------------------------ | ------------------------------------------------------------- | ------------ | --- |
| Rad van het Jaar         | BNNVARA                                                       | 2020         | Frank Evenblij |
| Radar                    | TROS (1995-2014) AVROTROS (2014-2022)                         | 1995-2022    | Antoinette Hertsenberg |
| Rampvlucht               | KRO-NCRV                                                      | 2022         | o.a. Joy Delima, Yorick van Wageningen, Kenneth Herdigein & Chris Peters                                                                          |
| Rapport voor mijn Ouders | KRO                                                           | 2013-2014    | Rob Kamphues |
| Raymann is Laat          | NPS (2007-2010) NTR (2010-2011)                               | 2007-2011    | Jörgen Raymann |
| Recht in de ogen         | Omroep MAX                                                    | 2022         | Charles Groenhuijsen |
| Recht in de regio        | NCRV                                                          | 2008-2015    | dr. Frank Visser |
| Red Light                | BNNVARA                                                       | 2021         | |
| De Reünie                | KRO (2005-2015) KRO-NCRV (2015-2019)                          | 2005-2019    | Rob Kamphues (2005-2014) Patrick Lodiers (2014-2017) Anita Witzier (2017-2019)                                                                    |
| De Ridder                | AVROTROS                                                      | 2015         | met o.a. Clara Cleymans, Lucas Van den Eynde, Stefaan Degand en Dirk Van Dijck                                                                    |
| De Rijdende Rechter      | NCRV (1995-2015) KRO-NCRV (2015-2023) Omroep MAX (2024-heden) | 1995-heden   | Mieke van der Weij (1995-2007)/Jetske van den Elsen (2007-2023)/Mascha de Rooij (2024-heden) en Frank Visser (1995-2015) / John Reid (2016-heden) |

## S
| programma                             | omroep                                 | jaartal(len)                | presentatie/ vaste medewerkers/ acteurs |
| ------------------------------------- | -------------------------------------- | --------------------------- | --- |
| Salamander                            | AVROTROS                               | 2015                        | met o.a. Filip Peeters en Mike Verdrengh |
| Samen één Koninkrijk                  | NTR                                    | 2020                        | Jandino Asporaat |
| Scheefgroei                           | BNNVARA                                | 2021-2022                   | Jeroen Pauw |
| Scheefgroei in de polder              | BNNVARA                                | 2021                        | Jeroen Pauw |
| Scrooge Live                          | Omroep MAX                             | 2020-heden                  | wisselend |
| Senior Stagiair                       | Omroep MAX                             | 2017                        | |
| Serenade van Stef                     | KRO-NCRV                               | 2020                        | Stef Bos |
| Sesamstraat                           | NPS (2007-2010) NTR (2010-2015)        | 2007-2015                   | Acteurs: Sien Diels, Frank Groothof, Gerda Havertong, Aart Staartjes, Lot Lohr, Martin van Waardenburg e.a. Stemmen: Catherine van Woerden, Renée Menschaar, Judith Broersen, Bert Plagman, Paul Haenen, Wim T. Schippers e.a.                                         |
| Serious Request TV (jaarlijks)        | 3FM (NTR)                              | 2004-heden                  | |
| Showcolade                            | Omroep MAX                             | 2021                        | Edsilia Rombley |
| Sinan op zoek naar het paradijs       | BNNVARA                                | 2023                        | Sinan Can |
| Sinan zoekt de klas van Elias         | BNNVARA                                | 2019                        | Sinan Can |
| Sint & De Leeuw                       | VARA (2010-2016), BNNVARA (2017, 2021) | 2010-2017, 2021 (jaarlijks) | Paul de Leeuw |
| Sinterklaasjournaal                   | NPS (2001-2010) NTR (2010-2011)        | 2001-2011                   | Dieuwertje Blok |
| Sinterklaas, wie kent hem niet?       | BNNVARA                                | 2018 (eenmalig)             | Dieuwertje Blok en Frank Evenblij |
| Smaakt naar meer                      | Omroep MAX                             | 2016-2019                   | André van Duin |
| Soep, sores en soelaas                | EO                                     | 2021                        | Bert van Leeuwen |
| Songfestival top 50 muziekcafé        | AVROTROS                               | 2021                        | Dionne Stax |
| Sorry voor alles                      | AVROTROS                               | 2017                        | Jan Smit |
| Sophie & Jeroen                       | BNNVARA                                | 2024-heden                  | Sophie Hilbrand & Jeroen Pauw |
| Soundmixshow                          | KRO                                    | 1985-1990                   | Henny Huisman |
| Spaanders                             | BNNVARA                                | 2021                        | Patrick Lodiers |
| De S.P.E.L.show                       | BNNVARA                                | 2018-2020                   | Astrid Joosten |
| Splinter Uitgenodigd!                 | AVROTROS                               | 2022                        | Splinter Chabot |
| Spoorloos                             | KRO (1990-2015) KRO-NCRV (2015-heden)  | 1990-heden                  | Derk Bolt (1995-2024) & Jetske van den Elsen (2017-heden) |
| Sta op tegen kanker (jaarlijks)       | AVRO (2010-2014) AVROTROS (2015-2021)  | 2010-2021                   | Frits Sissing (2010-2019, 2021), Dionne Stax (2020) |
| De stamhouder                         | AVROTROS                               | 2023                        | o.a. Sallie Harmsen, Matthijs van de Sande Bakhuyzen, Robert de Hoog & Gijs Scholten van Aschat |
| De stelling van Nederland             | AVROTROS                               | 2017-2020                   | Jort Kelder |
| Stemmen van Nederland                 | EO                                     | 2021                        | Tijs van den Brink |
| Sterke verhalen                       | BNNVARA                                | 2018-2019                   | Sanne Wallis de Vries, m.m.v. Peter Pannekoek en Richard Groenendijk |
| Sterren NL Top 25                     | TROS (2010-2014) AVROTROS (2015-heden) | 2010-2011, 2013-heden       | Kees Tol (2010-2011), Monique Smit (2013-2016), Lucas van Leeuwen (2016-heden) |
| De Sterrenparade                      | TROS                                   | 2012-2013                   | Monique Smit |
| Sterrenslag                           | AVRO                                   | 1977-1998                   | |
| De Straatdokter                       | EO                                     | 2011-2013                   | Marcel Slockers |
| Stralend kerstfeest (jaarlijks)       | EO                                     | 2020-heden                  | Wisselend |
| Strictly Come Dancing                 | AVRO                                   | 2012                        | Reinout Oerlemans en Kim-Lian van der Meij |
| NOS Studio Sport/NOS Sportjournaal    | NOS                                    | 1959-heden                  | Nu: Tom Egbers (1984-1990, 1992-heden), Dione de Graaff (1995-heden), Gert van 't Hof (2013-heden), Sjoerd van Ramshorst (2013-heden), Henry Schut (2005-heden), Jeroen Stomphorst (2005-heden), Rivkah op het Veld (2013-heden) en Herman van der Zandt (2015-heden). |
| NOS Studio Sportzomer: De Avondetappe | NOS                                    | 2003-2014, 2016-heden       | Mart Smeets (2003-2014), Dione de Graaff (2016-heden), Herman van der Zandt (2016-heden) |
| NOS Studio Sportzomer                 | NOS                                    | 2004-heden                  | |
| NOS Studio Tour                       | NOS                                    | 2015                        | Gert van 't Hof & Dione de Graaff |
| NOS Studio Voetbal                    | NOS                                    | 2001-heden                  | Sjoerd van Ramshorst (2019-heden)/Tom Egbers (2015-2019)/Jack van Gelder (2001-2015) en Sjoerd van Ramshorst (2015-2019) |
| Studio MAX Live                       | Omroep MAX                             | 2012-2014                   | Frank du Mosch (2012-2014) en Myrna Goossen (2012)/Cilly Dartell (2013-2014) |
| Summerschool                          | BNNVARA                                | 2022                        | Matthijs van Nieuwkerk |
| Surpriseshow                          | KRO                                    | 1988-1989                   | Henny Huisman |

## T
| programma                          | omroep                                           | jaartal(len)                                                                   | presentatie/ vaste medewerkers/ acteurs |
| ---------------------------------- | ------------------------------------------------ | ------------------------------------------------------------------------------ | --- |
| Te land, ter zee en in de lucht    | TROS                                             | 1971-2011                                                                      | Ron Boszhard (2007-2011) |
| Telegraaf kerstconcert (jaarlijks) | WNL Omroep MAX                                   | 2010-2014                                                                      | Wisselend |
| Ten minste houdbaar tot            | AVROTROS                                         | 2022                                                                           | o.a. Ruben van der Meer, Ricky Koole, Bobby van Vleuten & Juul Vrijdag |
| De terugkeer van...                | VARA                                             | 2015                                                                           | Cees van Kempen |
| Tessa                              | BNN                                              | 2015                                                                           | met o.a. Thekla Reuten, Lies Visschedijk, Guido Pollemans en Esmée van Kampen |
| Test Case                          | BNNVARA                                          | 2023                                                                           | Amber Kortzorg |
| That's the Question                | EO                                               | 2004-2006                                                                      | Bert van Leeuwen |
| Tijd voor MAX                      | Omroep MAX                                       | 2011-heden (weekoverzicht) 2015-heden (herhaling) 2016-heden (live-uitzending) | Sybrand Niessen en Martine van Os |
| Tik 'm aan                         | BNNVARA                                          | 2021                                                                           | Frank Evenblij en Emma Wortelboer m.m.v. Anna Grimbrère |
| Top of the Pops                    | BNN                                              | 2000-2006                                                                      | Eddy Zoëy (2000, 2002-2004), Bridget Maasland (2003-2004), Ruud de Wild (2000-2004), Katja Schuurman (2001-2004), Hanna Verboom (2004-2006), Curt Fortin (2005-2006), Sander Lantinga (2005-2006) |
| Tot op het bot                     | BNN                                              | 2013-2014                                                                      | Leontien van Moorsel |
| 't Schaep in Mokum                 | KRO                                              | 2013 (eenmalig zangfestival in 2012)                                           | met o.a.: Pierre Bokma, Loes Luca, Marc-Marie Huijbregts, Carry Tefsen en Georgina Verbaan |
| 't Spaanse Schaep                  | KRO                                              | 2010-2011                                                                      | met o.a.: Pierre Bokma, Loes Luca, Marc-Marie Huijbregts, Carry Tefsen en Georgina Verbaan |
| 't Vrije Schaep                    | KRO                                              | 2009                                                                           | met o.a.: Pierre Bokma, Loes Luca, Marc-Marie Huijbregts, Carry Tefsen en Georgina Verbaan |
| Tussen Kunst & Kitsch              | AVRO (1984-2014) AVROTROS (2014-heden)           | 1984-heden                                                                     | Cees van Drongelen (1984-2002), Nelleke van der Krogt (2002-2015), Frits Sissing (2015-heden) |
| De TV draait door (jaarlijks)      | VARA (2010-2017), BNNVARA (2017-2019)            | 2010-2019                                                                      | Matthijs van Nieuwkerk |
| TV Monument                        | verschillende omroepen                           | ?-heden                                                                        | verschillende |
| TV Show                            | TROS (1981-1988, 2009-2014) AVROTROS (2014-2022) | 1981-1988, 2009-2022                                                           | Ivo Niehe |
| De TV-Kijker van het Jaar          | AVROTROS                                         | 2018                                                                           | Harm Edens |
| TV-toppers                         | KRO-NCRV                                         | 2020                                                                           | Anita Witzier, m.m.v. Richard Groenendijk, Soundos El Ahmadi, Noortje Veldhuizen en Glodi Lugungu                                                                                                 |
| MAX TV wijzer                      | Omroep MAX                                       | 2012-2015                                                                      | Koos Postema |
| Tweede Hans                        | Omroep MAX                                       | 2022                                                                           | o.a. Stefan de Walle, Jacqueline Blom, Martin van Waardenberg & Margôt Ros |

## U
| programma               | omroep  | jaartal(len) | presentatie/ vaste medewerkers/ acteurs                |
| ----------------------- | ------- | ------------ | ------------------------------------------------------ |
| De Urker Vissers        | NCRV    | 2013         | Familie Kramer uit Urk                                 |
| Het Uur van de Waarheid | BNNVARA | 2018-2019    | Frank Evenblij, m.m.v. Rob Urgert en Joep van Deudekom |

## V
| programma                       | omroep                                | jaartal(len) | presentatie/ vaste medewerkers/ acteurs |
| ------------------------------- | ------------------------------------- | ------------ | --- |
| MAX vakantieman                 | Omroep MAX                            | 2019-heden   | Sybrand Niessen (2019-heden) m.m.v. Piet Paulusma (2020-2021)                                                                              |
| Van A naar B                    | KRO-NCRV                              | 2016-2018    | Katja Schuurman & Daan Nieber |
| Van onschatbare waarde          | Omroep MAX                            | 2017-heden   | Dionne Stax |
| Vandaag de dag                  | WNL                                   | 2011-2015    | Eva Jinek (2011-2013), Merel Westrik (2011-2014), Leonie ter Braak (2012-2015), Kristel van Eijk (2013-2014) Rozemarijn Moggré (2014-2015) |
| Van Gogh; Een huis voor Vincent | EO                                    | 2013         | met o.a. Jeroen Krabbé en Barry Atsma |
| De Verenigde Staten van Eva     | KRO-NCRV                              | 2016, 2017   | Eva Jinek |
| Het verhaal van Nederland       | NTR                                   | 2022-heden   | Daan Schuurmans |
| Vermist                         | TROS (1996-2014) AVROTROS (2014-2015) | 1996-2015    | Jaap Jongbloed |
| Villa Felderhof                 | NCRV                                  | 1996-2010    | Rik Felderhof |
| Vive la Frans                   | TROS (2013) AVROTROS (2014)           | 2013-2014    | Frans Bauer |
| Vliegende Hollanders            | AVROTROS                              | 2020         | o.a. Bram Suijker, Fedja van Huêt en Daan Schuurmans                                                                                       |
| Voetbal, keek en kibbeling      | EO                                    | 2012         | Inwoners Bunschoten-Spakenburg |
| Voor de vuist weg               | VARA                                  | 1963-1979    | Willem Duys |
| Voor het leven                  | AVROTROS                              | 2022         | Frits Sissing |
| De vooravond                    | BNNVARA                               | 2020-2021    | Renze Klamer (2020-2021) en Fidan Ekiz (2020-2021)                                                                                         |
| Vrije Geluiden                  | VPRO                                  | 2006-2019    | Hans Flupsen (2006-2009), Melchior Huurdeman (2009-2016), Giovanca Ostiana (2016-2019)                                                     |

## W
| programma                    | omroep                                   | jaartal(len)                                           | presentatie/ vaste medewerkers/ acteurs |
| ---------------------------- | ---------------------------------------- | ------------------------------------------------------ | --- |
| Waku Waku                    | KRO                                      | 1989-2001                                              | Rob Fruithof (1989-1996) / Sybrand Niessen (1996-2000) / Paula Udondek (2000-2001) |
| Wandelhart                   | KRO-NCRV                                 | 2021                                                   | Harm Edens en Joris Linssen |
| Wat een suikerfeest          | NTR                                      | 2020                                                   | Najib Amhali, Anuar en Roué Verveer |
| Wat een verhaal              | Omroep Max                               | 2019                                                   | André van Duin en Anne-Marie Jung |
| Wat verdien je?              | BNNVARA                                  | 2021                                                   | Astrid Joosten |
| Wedden dat..?                | AVRO                                     | 1986-1989                                              | Jos Brink |
| NOS Weer                     | NOS                                      | 1956-heden                                             | Nu: Gerrit Hiemstra (1997-heden), Willemijn Hoebert (2010-heden), Peter Kuipers Munneke (2013-heden) en Marco Verhoef (2004-heden)                                                                                      |
| We gaan het maken            | BNNVARA                                  | 2021                                                   | Patrick Lodiers |
| We gaan nog niet naar huis   | AVRO                                     | 2008-2010                                              | Met o.a.: Victor Löw, Mary-Lou van Steenis, Saskia van der Heide |
| Welkom in... Containerdorp   | EO                                       | 2021                                                   | Dwight van van de Vijver |
| De Wereld Draait Door        | VARA (2014-2017), BNNVARA (2017-2020)    | 2014-2020                                              | Matthijs van Nieuwkerk |
| DWDD University              | VARA (2015-2017), BNNVARA (2017-2020)    | 2015-2020                                              | Matthijs van Nieuwkerk |
| De Wereld Spoelt Terug       | BNNVARA                                  | 2020                                                   | Matthijs van Nieuwkerk |
| We zijn er Bijna!            | Omroep MAX                               | 2011-2019, 2021-heden                                  | Martine van Os |
| Een wereld op zee            | Omroep MAX                               | 2012                                                   | |
| What the Frans?!             | AVROTROS                                 | 2015                                                   | Frans Bauer |
| Wie denk je wel dat je bent? | NTR                                      | 2020                                                   | Rob Urgert en Joep van Deudekom |
| Wie is de Mol?               | AVRO (1999-2014) AVROTROS (2015-heden)   | 1999-2003, 2007-heden                                  | Angela Groothuizen (1999-2005), Karel van de Graaf (2006-2007), Pieter Jan Hagens (2008-2011), Art Rooijakkers (2012-2018), Rik van de Westelaken (2019-heden)                                                          |
| Wie van de Drie              | AVRO (1963-1997), Omroep MAX (2010-2013) | 1963-1968, 1971-1983, 1985, 1994-1995, 1997, 2010-2013 | Nand Baert (1963-1967), Pim Jacobs (1967-1968), Herman Emmink (1971-1982), Flip van der Schalie (1983), Fred Oster (1985), Rob van Hulst (1994), Jos Kuijer (1995), Joop Braakhekke (1997), Ron Brandsteder (2010-2013) |
| Wild op de Veluwe            | AVROTROS                                 | 2021                                                   | |
| Woestijnruiters              | VARA                                     | 2005-2006                                              | Jeroen Pauw & Paul Witteman |
| WNL op Zondag                | WNL                                      | 2011-heden                                             | Eva Jinek (2011-2013), Janneke Willemse (2013-2014), Sandra Schuurhof (2013-2014), Paul Jansen (2013-2014), Charles Groenhuijsen (2013-2015), Margreet Spijker (2014-2015), Rick Nieman (2015-heden)                    |

## Z
| programma              | omroep     | jaartal(len)                    | presentatie/ vaste medewerkers/ acteurs                                                  |
| ---------------------- | ---------- | ------------------------------- | ---------------------------------------------------------------------------------------- |
| De Zak van Sinterklaas | BNNVARA    | 2020                            | Erik van Muiswinkel                                                                      |
| Zo: Raymann            | NTR        | 2011-2015                       | Jörgen Raymann                                                                           |
| Zo Vader, Zo Zoon      | NCRV       | 1970-1983, 1989-1992, 1994-2002 | Gerard van den Berg (1970-1983, 1989-1992), Gregor Bak (1994-2002), Paul de Leeuw (2002) |
| Zo Vader, Zo Puberzoon | NCRV       | 2009-2011                       | Caroline Tensen                                                                          |
| Zussen                 | Omroep MAX | 2024-heden                      | o.a Melody Klaver, Olga Zuiderhoek, Fockeline Ouwerkerk & Huub Stapel                    |